# L. J. Smith
L. J. Smith, all'anagrafe Lisa Jane Smith (Fort Lauderdale, 4 settembre 1958 – Walnut Creek, 8 marzo 2025), è stata una scrittrice statunitense, principalmente nota per le serie di romanzi Il diario del vampiro e I diari delle streghe.

## Biografia
Lisa Jane Smith nacque a Fort Lauderdale (Florida) da Glenn Carroll Smith, ingegnere diventato imprenditore, e Kathryn Jane Cecilia Check, ed ebbe una sorella, Judy Lee. Di origini polacche per parte materna, crebbe nella California meridionale, nella città di Anaheim, dove frequentò la Juliette Low Elementary School e, dopo un terremoto, la Serrano Elementary. Studia alla Cerro Villa Junior High School e al liceo di Villa Park.
Prima di frequentare il college, trascorse del tempo nel Regno Unito, nella cittadina di Goring-on-Thames. Si iscrisse al Mills College di Oakland, che frequentò per un solo anno, trasferendosi poi all'Università di Santa Barbara, dove si laureò in Inglese e Psicologia fisiologica. Alla San Francisco State University conseguì un master in Educazione e due lauree, in Educazione Regolare e Speciale. Iniziò così a insegnare in una scuola elementare, per tre anni come insegnante di sostegno, ma successivamente si dedicò esclusivamente alla scrittura. La sua passione per la scrittura nacque durante il periodo in cui frequentava l'asilo e la scuola elementare, soprattutto, come lei stessa dichiarò, nel momento in cui una maestra elogiò un'orribile poesia che aveva scritto.
Durante il liceo iniziò a scrivere due romanzi, uno dei quali viene completato durante la graduate school: si tratta di The Night of the Solstice (in italiano La notte del solstizio), che viene pubblicato nel 1987, seguito tre anni dopo dal suo sequel Heart of Valor. Essi vendettero però poche copie, essendo stati etichettati come romanzi destinati ad un pubblico tra i 9 e gli 11 anni, invece che a giovani adulti, com'era intenzione dell'autrice. Le trilogie Il gioco proibito e Dark Visions risalgono al periodo degli anni novanta, così come gran parte delle saghe, anche se vennero riprese nel biennio 2007-2008 dopo un buco di dieci anni.
La serie de Il diario del vampiro venne commissionata all'autrice da Elise Donner, editor di Alloy Entertainment, nel 1990: Smith scrisse subito una scena con Elena, Bonnie e Meredith che decorano la palestra della scuola e la protagonista che incontra Damon (scena poi inserita nel primo romanzo), mentre utilizzò come altri personaggi, riadattati, quelli di The Garden of Earthly Delights, un libro per adulti che stava scrivendo. La serie venne scelta dalla The CW, nel 2009, come soggetto per una serie televisiva, The Vampire Diaries. Nel 2010, The CW avviò anche la trasposizione de I diari delle streghe in una serie televisiva dal titolo The Secret Circle.
Dopo l'uscita di Midnight, il 15 marzo 2011, quando l'autrice inviò la prima stesura di Phantom alla casa editrice, ricevette una lettera con la quale veniva informata di essere stata licenziata e sostituita da una ghostwriter, poiché aveva narrato dell'amore che Elena provava anche nei confronti di Damon. Anche per il nuovo ciclo de I diari delle streghe, Smith venne sostituita da una ghostwriter, Aubrey Clark, che prese il suo posto. Nel 2013 Smith manifestò l'intenzione di completare e pubblicare anche il secondo romanzo su cui stava lavorando al liceo, The Princess Wanderer. Il 15 gennaio 2014, Lisa Jane Smith annunciò che avrebbe continuato a scrivere Il diario del vampiro in forma di fanfiction pubblicate tramite la piattaforma Kindle Worlds di Amazon.com. Questi romanzi non fanno però parte della serie ufficiale. Verso la fine del 2015, Smith rischiò di morire a causa di una granulomatosi di Wegener non diagnosticata, che la tenne ricoverata in ospedale per due mesi e attaccata al respiratore per settimane: riportò gravi danni a reni, cuore, fegato e cistifellea. Morì l'8 marzo 2025 per le complicazioni della malattia in un ospedale di Walnut Creek, California, all'età di 66 anni.

## Opere

### Serie

#### Il diario del vampiro(The Vampire Diaries)
1. Il diario del vampiro - Il risveglio (The Awakening, 1991), Newton & Compton, pp 223, ISBN 88-541-1148-1. Uscito in Italia l'8 giugno 2008.
2. Il diario del vampiro - La lotta (The Struggle, 1991), Newton & Compton, pp 205, ISBN 88-541-1319-0. Uscito in Italia il 13 dicembre 2008.
3. Il diario del vampiro - La furia (The Fury, 1991), Newton & Compton, pp 224, ISBN 978-88-541-1352-7. Uscito in Italia il 5 febbraio 2009.
4. Il diario del vampiro - La messa nera (Dark Reunion, 1992), Newton & Compton, pp 224, ISBN 978-88-541-1446-3. Uscito in Italia il 16 aprile 2009.
5. Il diario del vampiro - Il ritorno (The Return: Nightfall, 10 febbraio 2009), Newton & Compton, 2009, pp 336, ISBN 978-88-541-1529-3 (capitoli 1-20). Uscito in Italia il 25 giugno 2009.
6. Il diario del vampiro - Scende la notte (The Return: Nightfall, 10 febbraio 2009), Newton & Compton, pp 237, ISBN 978-88-541-1638-2 (capitoli 21-39). Uscito in Italia il 1º ottobre 2009.
7. Il diario del vampiro - L'anima nera (The Return: Shadow Souls, 2010), Newton & Compton, pp 240, ISBN 978-88-541-1764-8. Uscito in Italia il 18 marzo 2010.
8. Il diario del vampiro - L'ombra del male (The Return: Shadow Souls, 2010), Newton & Compton, pp 240, ISBN 88-541-1885-0. Uscito in Italia l'8 giugno 2010.
9. Il diario del vampiro - Mezzanotte (The Return: Midnight, 15 marzo 2011), Newton & Compton, 2011, pp 208, ISBN 978-88-541-3201-6 (capitoli 1-21). Uscito in Italia il 20 ottobre 2011.
10. Il diario del vampiro - L'alba (The Return: Midnight, 15 marzo 2011), Newton & Compton, 2012, pp 240 (capitoli 22-39), ISBN 978-88-541-3518-5. Uscito in Italia il 12 gennaio 2012[20].

Nei libri successivi, Smith è accreditata solo come creatrice, mentre i romanzi sono stati scritti da una ghostwriter. Questo accade anche ne I diari di Stefan (Stefan's Diaries), spin-off cartaceo della serie televisiva, sebbene Lisa Jane Smith sia accreditata come autrice.
Nel 2014, Lisa Jane Smith cominciò a scrivere il suo sequel de Il diario del vampiro in forma di fanfiction pubblicate tramite la piattaforma Kindle Worlds di Amazon.com. Questi romanzi non fanno però parte della serie ufficiale e sono i seguenti:
- Evensong: Paradise Lost (23 gennaio 2014), Kindle Worlds
- Evensong: The War of Roses: Part 1 (23 gennaio 2014), Kindle Worlds

#### I diari delle streghe(The Secret Circle)
1. I diari delle streghe - L'iniziazione (The Secret Circle: The Initiation, 1992), Newton & Compton, 2009, pp 224, ISBN 978-88-541-1490-6. Uscito in Italia il 4 giugno 2009[21].
2. I diari delle streghe - La prigioniera (Secret Circle: The Captive Part I, 1992), Newton & Compton, 2009, pp 153, ISBN 88-541-1646-7. Uscito in Italia il 30 luglio 2009[22].
3. I diari delle streghe - La fuga (Secret Circle: The Captive Part II, 1992), Newton & Compton, 2009, pp 160, ISBN 88-541-1609-2. Uscito in Italia il 22 ottobre 2009[23].
4. I diari delle streghe - Il potere (Secret Circle: The Power, 1992), Newton & Compton, 2010, pp 192, ISBN 978-88-541-1664-1. Uscito in Italia il 28 gennaio 2010[24].

Nei libri successivi, Smith è accreditata solo come creatrice, mentre i romanzi sono stati scritti da Aubrey Clark. Nell'edizione italiana, tuttavia, viene riportato solo il nome di Smith.

#### Il gioco proibito(The Forbidden Game)
1. La casa degli orrori (The Hunter, 1994), Newton & Compton, 2010, pp 240, ISBN 978-88-541-1873-7. Uscito in Italia il 3 giugno 2010.
2. L'inseguimento (The Chase, 1994), Newton & Compton, 2010, pp 243, ISBN 978-88-541-2220-8. Uscito in Italia il 14 ottobre 2010.
3. L'ultima mossa (The Kill, 1994), Newton & Compton, 2011, pp 241, ISBN 978-88-541-2822-4. Uscito in Italia il 28 aprile 2011.
4. Rematch (mai pubblicato)[25]

#### Dark Visions
1. Il dono (The Strange Power, 1994), Newton & Compton, 2010, pp 240, ISBN 978-88-541-1758-7. Uscito in Italia il 25 marzo 2010.
2. Il vampiro della mente (The Possessed, 1995), Newton & Compton, 2010, pp 240, ISBN 978-88-541-1835-5. Uscito in Italia il 6 maggio 2010.
3. La passione (The Passion, 1995), Newton & Compton, 2010, pp 245, ISBN 978-88-541-2178-2. Uscito in Italia il 16 settembre 2010.
4. Blindsight (mai pubblicato)[26]

#### La setta dei vampiri(Night World)
1. La setta dei vampiri - Il segreto (Secret Vampire, 1996), Newton & Compton, pp 240, ISBN 978-88-541-1572-9. Uscito in Italia il 3 settembre 2009.
2. La setta dei vampiri - Le figlie dell'oscurità (Daughters of Darkness, 1996), Newton & Compton, pp 235, ISBN 978-88-541-1627-6. Uscito in Italia il 15 ottobre 2009.
3. La setta dei vampiri - L'incantesimo (Spellbinder/Enchantress, 1996), Newton & Compton, ISBN 978-88-541-1660-3. Uscito in Italia il 14 gennaio 2010.
4. La setta dei vampiri - L'angelo nero (Dark Angel, 1996), Newton & Compton, ISBN 978-88-541-1757-0. Uscito in Italia il 18 febbraio 2010.
5. La setta dei vampiri - La prescelta (The Chosen, 1997), Newton & Compton, ISBN 88-541-1836-2. Uscito in Italia il 1º aprile 2010.
6. La setta dei vampiri - L'anima gemella (Soulmate, 1997), Newton & Compton, ISBN 88-541-1872-9. Uscito in Italia il 20 maggio 2010.
7. La setta dei vampiri - La cacciatrice (Huntress, 1997), Newton & Compton, ISBN 978-88-541-1991-8. Uscito in Italia il 22 luglio 2010.
8. La setta dei vampiri - L'alba oscura (Black Dawn, 1997), Newton & Compton, ISBN 978-88-541-2179-9. Uscito in Italia il 24 febbraio 2011.
9. La setta dei vampiri - La maledizione (Witchlight, 1998), Newton & Compton, ISBN 978-88-541-3520-8. Uscito in Italia l'8 marzo 2012.

### Wildworld
1. La notte del solstizio (The Night of the Solstice, 1987), Newton & Compton, ISBN 978-88-541-2182-9. Uscito in Italia l'11 novembre 2010.
2. Heart of Valor (1990)

### Racconti
I racconti, relativi alle varie serie di Smith, sono stati raccolti dall'autrice sul suo sito.
1. Thicker Than Water, 12 agosto 2010 (La setta dei vampiri)
2. Ash and Mary-Lynnette: Those Who Favor Fire, 12 agosto 2010 (La setta dei vampiri)
3. Jez and Morgead's Night Out, 12 agosto 2010 (La setta dei vampiri)
4. Matt & Elena - First Date, 16 agosto 2010 (Il diario del vampiro)
5. Matt and Elena - Tenth Date: On Wickery Pond, 16 agosto 2010 (Il diario del vampiro)
6. An Untold Tale: Elena's Christmas, 19 dicembre 2010 (Il diario del vampiro)
7. After Hours, 19 giugno 2011 (Il diario del vampiro)

Il racconto Blood Will Tell è stato rimosso dal sito dall'autrice, ma è disponibile in e-book.

## Filmografia

### Televisione
- The Vampire Diaries - serie TV (2009-2015)
- The Secret Circle - serie TV (2011-2012)
- The Originals - serie TV (2013-2018)
- Legacies - serie TV (2018-2022)

### Videogiochi
- The Vampire Diaries (1996)